# گنبد مربعی
در هندسه، گنبد مربعی(به انگلیسی: Square cupola) چهارمین جسم از اجسام جانسون، (J4) است. می‌توان آن را به عنوان برشی از لوزمکعب‌هشت‌وجهی مشاهده کرد. مثل همه گنبدها، چند ضلعی پایینی (بزرگ‌ترین وجه) دو برابر بیشتر از چندوجهی بالایی (که مقابل آن است) ضلع و رأس دارد. در این چندوجهی، وجه پایینی یک هشت ضلعی است و چندوجهی بالایی یک مربع. دارای ۴ وجه مثلث متساوی الاضلاع و ۵ وجه مربع و ۱ وجه هشت ضلعی است.

## روابط
در یک گنبد مربعی با شعاع کره محیطی C و ارتفاع h و طول ضلع a و حجم V و مساحت کل A همواره روابط زیر برقرارند:
{\displaystyle C=\left({\frac {1}{2}}{\sqrt {5+2{\sqrt {2}}}}\right)a\approx 1.39897a,}
{\displaystyle A=(7+2{\sqrt {2}}+{\sqrt {3}})a^{2}\approx 11.56048a^{2},}
{\displaystyle V=\left(1+{\frac {2{\sqrt {2}}}{3}}\right)a^{3}\approx 1.94281a^{3}.}
{\displaystyle h={\frac {\sqrt {2}}{2}}a\approx 0.70711a}

## چندوجهی مزدوج
چندوجهی مزدوج گنبد مربعی دارای ۸ وجه مثلثی و ۴ وجه بادبادک است:
| مزدوج گنبد مربعی | گسترده مزدوج گنبد مربعی | شکل ۳بعدی مزدوج گنبد مربعی |
| ---------------- | ----------------------- | -------------------------- |
|                  |                         |                            |